# Centro para Internet y la Sociedad de Stanford
El Centro para Internet y la Sociedad de Stanford (CIS) es un programa sobre de derecho tecnológico y políticas de interés público fundado en 2000 por Lawrence Lessig en la Facultad de Derecho de la Universidad de Stanford y que forma parte del Programa de Derecho, Ciencia y Tecnología de la misma. El CIS reúne a académicos, legisladores, estudiantes, programadores, investigadores de seguridad y científicos para estudiar la interacción entre las nuevas tecnologías y el derecho y examinar cómo la sinergia entre ambas puede promover o perjudicar bienes públicos como la libertad de expresión, la innovación, la privacidad, el patrimonio público, la diversidad y la investigación científica. El CIS se esfuerza por mejorar tanto la tecnología como el derecho, animando a los responsables de la toma de decisiones a diseñar ambos como medio para promover los valores democráticos.
El CIS ofrece a los estudiantes de derecho y al público en general recursos educativos y análisis de cuestiones políticas que surgen en la intersección del derecho, la tecnología y el interés público. A través del Proyecto de Uso Justo, el CIS también ofrece representación legal a clientes en asuntos que plantean importantes cuestiones de libertad de expresión, derechos civiles y tecnología. El CIS patrocina una serie de eventos públicos que incluyen una serie de oradores, conferencias y talleres.

## Equipo
- Barbara van Schewick – Directora del CIS ; Profesora asociada de Profesor asociado de Derecho y de Ingeniería Eléctrica
- Elaine Adolfo - Director adjunto del CIS
- Julie A. Ahrens – Directora de Derechos de Autor y Uso Justo, Proyecto de Uso Justo
- Aleecia McDonald – Directora de Privacidad